# Cherry (série pornographique)
Pour les articles homonymes, voir Cherry.
Pour plus de détails, voir Fiche technique et Distribution.
Cherry (Cerise) est une série de deux vidéofilms pornographiques lesbiens américains produit par JewelBox, distribué par Digital Playground et sorti en 2011.
Ils ont tous les deux été nommés ou ont gagné des Awards à l'AVN Award ou au XBIZ Award.

## Cherry 1
Fiche technique
- Titre : Cherry 1
- Réalisateur : Kay Brandt
- Format : Couleurs
- Son : Stéréo
- Durée : 179 minutes
- Pays :  États-Unis
- Date de sortie : 26 avril 2011

Distribution
- scène 1 : Lux Kassidy et Riley Steele
- scène 2 : Celeste Star et Sinn Sage
- scène 3 : Ash Hollywood et Nina Mercedez
- scène 4 : Nina Mercedez, Riley Steele et Sinn Sage
- scène 5 : Ann Marie Rios et Vicki Chase
- performance non sexuelle : Judy Thompson

Synopsis
Cherry (Judy Thompson), la propriétaire d'un club de striptease pour lesbiennes, propose une destination secrète aux femmes qui veulent explorer le sexe lesbien.
Distinctions
- récompenses
  - 2012 XBIZ Award All-Girl Release of the Year
- nominations
  - 2012 AVN Award Best Cinematography
  - 2012 AVN Award Best Director: Feature, Kay Brandt
  - 2012 AVN Award Best Screenplay
  - 2012 AVN Award Best Non-Sex Performance, Judy Thompson
  - 2012 XBIZ Award Non-Sex Acting Performance of the Year, Judy Thompson
  - 2012 XBIZ Award Director of the Year: Individual Project, Kay Brandt

## Cherry 2
Fiche technique
- Titre : Cherry 2
- Réalisateur : Kay Brandt
- Format : Couleurs
- Son : Stéréo
- Durée : 146 minutes
- Pays :  États-Unis
- Date de sortie : 14 juin 2011

Distribution
- scène 1 : Andy San Dimas et Jiz Lee
- scène 2 : Dana DeArmond et Evelin Rain
- scène 3 : Brooklyn Lee, Missy Martinez et Vicki Chase
- scène 4 : Missy Martinez et Zoey Holloway
- scène 5 : Brooklyn Lee et Diamond Foxxx
- scène 6 : Kimberly Kane et Tuesday Cross
- performance non sexuelle : Judy Thompson, Karen Anzoategui, Nina Mercedez et Riley Steele

Synopsis
Distinctions
- récompenses
  - 2012 AVN Award Best All-Girl Release
  - 2012 AVN Award Best All-Girl Group Scene, Missy Martinez, Zoey Holloway, Brooklyn Lee, Diamond Foxxx
- nominations
  - 2012 AVN Award Best Girl/Girl Sex Scene, Andy San Dimas, Jiz Lee